# Rezervația naturală Cheile Râmețului
Rezervația Naturală Cheile Râmețului se află în partea central-estică a Munților Trascău, la 1189 m altitudine.
Aceasta se poate accesa de pe DC 78 modernizat din Teiuș până la Mănăstirea Râmeț și nemodernizat până la intrarea în chei, sau pe DJ 107 I din Aiud până în localitatea Râmeț (modernizat până după Cabana Sloboda), de unde pe drumul comunal paralel cu Valea Brădeștilor se coboară în satul Cheia. Intrarea în chei este foarte dificilă deoarece pe o distanță de circa 1 km ele pot fi străbătute numai în anotimp secetos prin apa pârâului.
Are o suprafață de 150 ha.
Complexă; reprezintă un peisaj pitoresc și foarte puțin modificat de către om, înscris în calcare, care conservă o serie de plante rare, printre care numeroase monumente ale naturii.

## Reportaje
- VIDEO Colț de rai: Valea Râmețului, ținutul fără timp, 27 martie 2011, Adevărul